# Ivan Eggenberger
Ivan Eggenberger, rimskokatoliški duhovnik in organizator šolstva, * (?) 1780, Idrija, † (?) 1830, Trst.

## Življenje in delo
Ljudsko šolo je obiskoval v rojstnem kraju, gimnazijo (1794-1798), filozofijo (1799-1801) in bogoslovje (1801-1804) pa je študiral v Ljubljani. Po mašniškem posvečenju leta 1804 je kot kaplan služboval v Idriji (1804-1806) in na Vrhniki (1806-1807). V aprilu 1807 je bil postavljen za ravnatelja gimnazije v Ljubljani, obenem pa je poučeval katehezo in pedagogiko v ljubljanskem bogoslovju. V času francoske okupacije je bil v letih 1809−1814 pregnan v Avstrijsko cesarstvo. Po vrnitvi je bil 25. oktobra 1814 imenovan na mesto ravnatelja ljubljanske gimnazije, tu je bil med drugimi učitelj tudi Matiji Čopu. Leta 1815 je bil Eggenberger imenovan za glavnega šolskega nadzornika za Istro in Kvarnerske otoke, obenem pa je bil tudi podravnatelj gimnazije v Kopru. Leta 1820 je dobil nadzorstvo še nad vsemi ljudskimi šolami v tržaški škofiji in tako nadzoroval vse ljudske šole v avstrijskem Primorju in delno tudi v zagrebški nadškofiji. Tržaški gubernerij je leta 1819 predlagal zagrebškemu nadškofu Maksimilijanu Vrhovcu, naj Eggenrbergerja imenuje za zagrebškega kanonika, kar pa je škof odklonil. Nato je leta 1822 postal častni kanonik tržaške škofije.
Eggerberger je bil širitelj in organizator nemškega šolstva, ni pa nasprotoval idejam dvornega komisarja grofa Saurana, ki je dunajski šolski komisiji priporočal pouk tudi v slovenščini povsod tam, kjer ta jezik govori večina prebivalcev, kar je komisija leta 1815 tudi sprejela. Na Eggenrbergerjevo pobudo je bila v Pulju leta 1816 odprta italijansko-nemška šola, 1817 šola v Labinu, 1818 v Valturi, Premanturi, Motovunu, Opatiji, Kostanjici, Peroju in Šišanu, 1819 v Grožnjanu in Novigradu, 1820 v Tinjanu in 1822 v Žminju.